# ONG Innocence Project Brasil
ONG Innocence Project Brasil ou Innocence Project Brasil é uma organização não governamental brasileira que defende judicialmente pessoas condenadas injustamente. Segue o mesmo modelo da rede dos Estados Unidos, a Innocence Network, fundada em 1992 que alcançou em 2018 cinquenta e seis projetos em território estadunidense e outros treze ao redor do globo. É sustentada financeiramente através de doações. Um dos casos foi retratado no jornalismo investigativo do Profissão Repórter, sendo exibido na Rede Globo em 7 de agosto de 2019.

## História
A versão brasileira foi fundada em 8 de dezembro de 2016, em uma parceria da advogada Dora Cavalcanti com o Instituto de Defesa do Direito de Defesa (IDDD).
O projeto visa também mapear todos os casos de erros judiciais do Brasil. O primeiro caso ganho no Brasil foi o de Atercino Ferreira de Lima Filho, que tinha sido condenado a 27 anos, acusado de abusar sexualmente de seus dois filhos, que tinham na época 8 e 6 anos.
A ONG conseguiu libertar o ajudante geral de supermercado Igor Barcelos Ortega, que foi condenado por latrocínio e estava preso fazia três anos.

A advogada criminalista Dora Cavalcanti, que trabalhou por mais de um ano no caso, disse que a decisão do tribunal de libertar Igor Barcelos Ortega é considerada "raríssima" no Brasil. A ONG só aceita processos que já tenha sido julgados. Em 2018 tinha 800 pedidos aguardando análise. Outros processos ganhos estão relatados em "Casos" no site da ONG. Em agosto de 2019, foi divulgado na revita Veja, que a ONG recebe vinte pedidos de ajuda judicial por semana. Rafael Tucherman, um dos diretores da organização, comentou ao G1 sobre um dos fatores que ocasionam erros judiciais:

## Prêmio
- 2019: ganhou o prêmio Innovare na categoria Advocacia[9]

## Controvérsia
Em 1 de fevereiro de 2024, a organização não governamental pediu ao Superior Tribunal de Justiça a liberadade de um dos condenados pelo assassinato de três pessoas no caso que ficou conhecido como crime da 113 Sul, em Brasília, em 2009. O caso ocorreu em um apartamento de luxo na quadra 113 Sul, em 28 de agosto de 2009, quando o ex-ministro do Tribunal Superior Eleitoral (TSE) José Guilherme Villela, a mulher dele, Maria Carvalho Villela, e a empregada do casal, Francisca Nascimento da Silva foram mortos com mais de 70 facadas.